# Commando Cobra
Pour plus de détails, voir Fiche technique et Distribution.
Commando Cobra (Cobra Mission) est un film d'action ouest-germano-italien réalisé par Fabrizio De Angelis et sorti en 1986.

## Synopsis
Aux États-Unis, la guerre du Viêt Nam est terminée depuis une dizaine d'années. Après avoir appris que des soldats américains sont encore retenus prisonniers par le Vietcong, James, Mark, Roger et Richard (un groupe d'anciens camarades qui ont fait la guerre ensemble) décident de partir pour les libérer. Arrivés à Saigon, ils rencontrent un vieil ecclésiastique qui leur prodigue conseils et assistance et les aide à trouver un camp où se trouvent des soldats américains emprisonnés. Le groupe d'amis parvient à libérer un grand nombre de soldats survivants, mais évidemment pas tous, et pour mener à bien leur mission, ils doivent d'abord affronter l'enfer qui les attend dans la jungle vietnamienne, puis la déception de découvrir que les hautes autorités de leur nation (pourtant au courant des soldats encore emprisonnés et de la terrible épreuve endurée par leurs familles) n'ont aucun intérêt à mener ce type d'opération en raison d'accords politiques précis.

## Fiche technique
- Titre original italien  : Cobra Mission[1] ou I quattro dell'arcobaleno
- Titre allemand : Die Rückkehr der Wildgänse[2]
- Titre français : Commando Cobra[3] ou Cobra Mission
- Réalisateur : Fabrizio De Angelis (sous le nom de « Larry Ludman »)
- Scénario : Gianfranco Clerici, Fabrizio De Angelis, Erwin C. Dietrich, Vincenzo Mannino (it)
- Photographie : Sergio D'Offizi (it), Sergio Salvati (it)
- Montage : Eugenio Alabiso, Alberto Moriani (it)
- Musique : Francesco De Masi
- Maquillage : Maurizio Trani (it)
- Production : Fabrizio De Angelis, Erwin C. Dietrich
- Société de production : Fulvia Film
- Pays de production :  Italie -  Allemagne de l'Ouest
- Langues originales : anglais
- Format : Couleurs - 2,35:1 - Son Dolby - 35 mm
- Durée : 88 minutes
- Genre : Action, aventure
- Dates de sortie :
  - Allemagne de l'Ouest : 31 juillet 1986
  - Italie : 22 août 1986
  - France : 21 décembre 1988

## Distribution
- Oliver Tobias : Richard Wagner
- Christopher Connelly (VF : Jacques Frantz) : Roger Carson
- Manfred Lehmann : Mark Adams
- John Steiner : James Walcott
- Ethan Wayne : Mike
- Donald Pleasence : Père Lenoir
- Gordon Mitchell : Col. Mortimer
- Maria Koltay :
- Kordy Mounir :
- Richard Lester :
- Luciano Pigozzi : père de Phil Lawson
- Brad Fletcher :
- Jene Davis :
- Antonella di Marco :
- David Light :
- Rolando Taino :
- Rudolph Scott :
- Willy Morales :
- Anthony Ogunsanya :
- Enzo G. Castellari : Maj. Morris
- Ennio Girolami :

## Production
Le tournage extérieur a eu lieu aux Philippines et en Arizona (près de Scottsdale), tandis que le tournage intérieur s'est déroulé en Italie, dans les studios IN.CI.R. De Paolis.